# Marienleuchte fyr
Fyren Marienleuchte fungerar som tvärmärke och orienteringsljus för sjöfarten i Fehmarn Bält. Den ligger cirka 1,3 kilometer sydost om färjestationen Puttgarden på den nordöstra delen av ön Fehmarn i Tyskland. Det röd- och vitfärgade tornet i armerad betong tog 1964 över funktionerna från den närliggande klinkerbyggnaden från 1831/32.

## Det gamla tornet

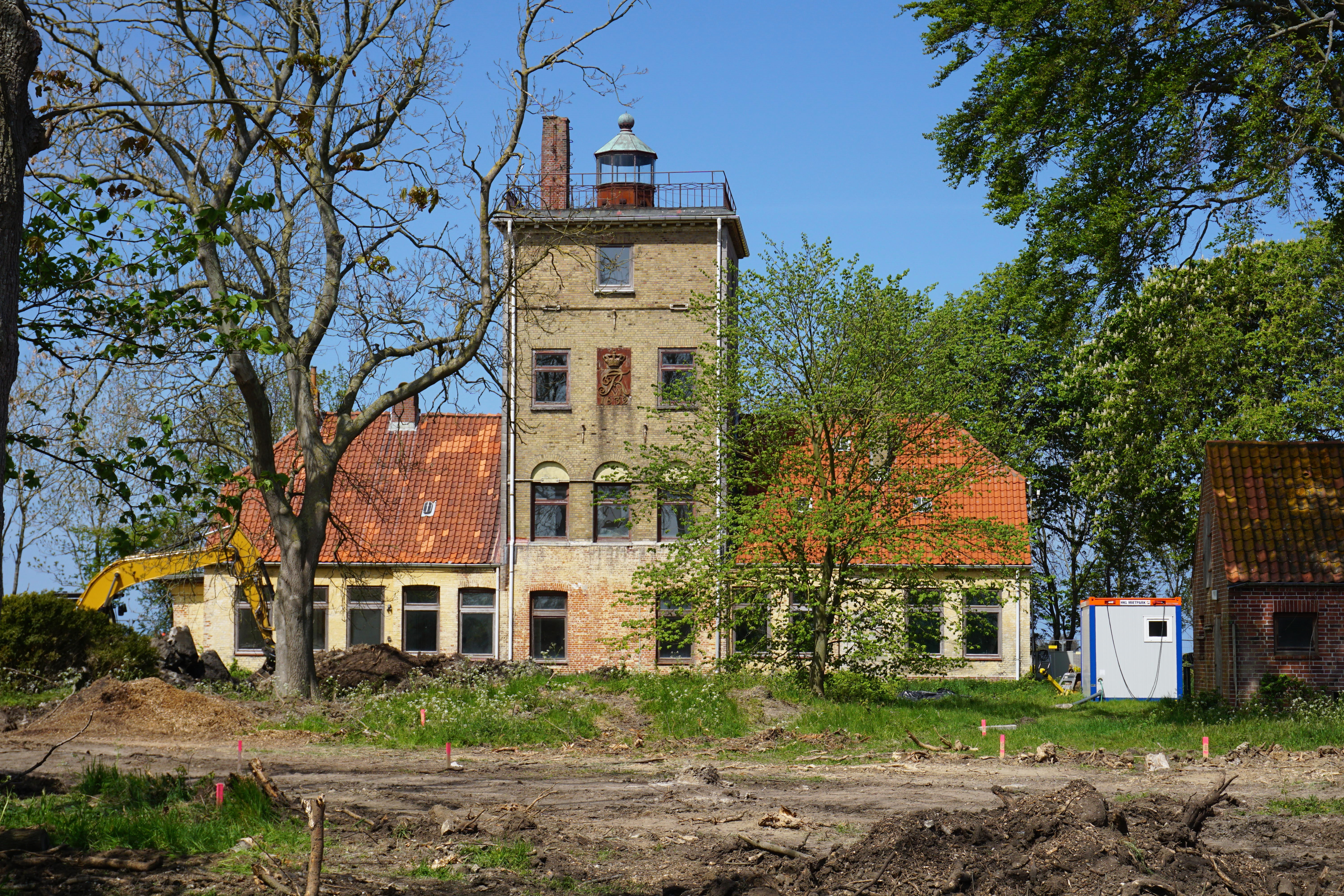
Den gamla fyren efter byggstarten för semesterfastighetsprojektet "BeltBlick Fehmarn"

Marienleuches fyr byggdes 1831/32 och togs i drift den 28 oktober 1832. Den ersatte en brandfyr som fanns på denna plats. Den gulfärgade byggnaden av rött tegel har ett fyrkantigt torn med gula klinker. Högst upp finns en takplattform med en rund lanternin. Den danske kungen Fredrik VI:s monogram pryder tornets södra sida. Det är uppkallat efter Fredriks hustru drottning Maria Sophia Fredrika. Det är oklart om paret var närvarande vid invigningen. Efter dansk-tyska kriget 1866 annekterades Schleswig och Holstein, och därmed även Fehmarn, slutligen formellt av Preussen och bildade tillsammans den preussiska provinsen Schleswig-Holstein från och med 1867. Under denna period uppfördes successivt fyrar längs den tyska kusten. År 1877 togs Marienleuchte, med ny optik, i tjänst av Preussen.
Förutom de optiska signalerna hade tornet även ett akustiskt varningssystem (mistlur). Från 1879 användes en tryckluftssiren och efter 1930 en elektrisk membransändare som ljudgeneratorer.
Anläggningen med fyr, ekonomibyggnad och stall togs ur bruk 1967 och lades till i listan över kulturminnen på Fehmarn. Platsen var inte längre tillgänglig och byggnaderna förföll. Efter försäljningen påbörjades byggandet av semesterfastighetsprojektet "BeltBlick Fehmarn" under våren 2023. Fyrbyggnaden ska integreras i projektet.

## Den nya fyren

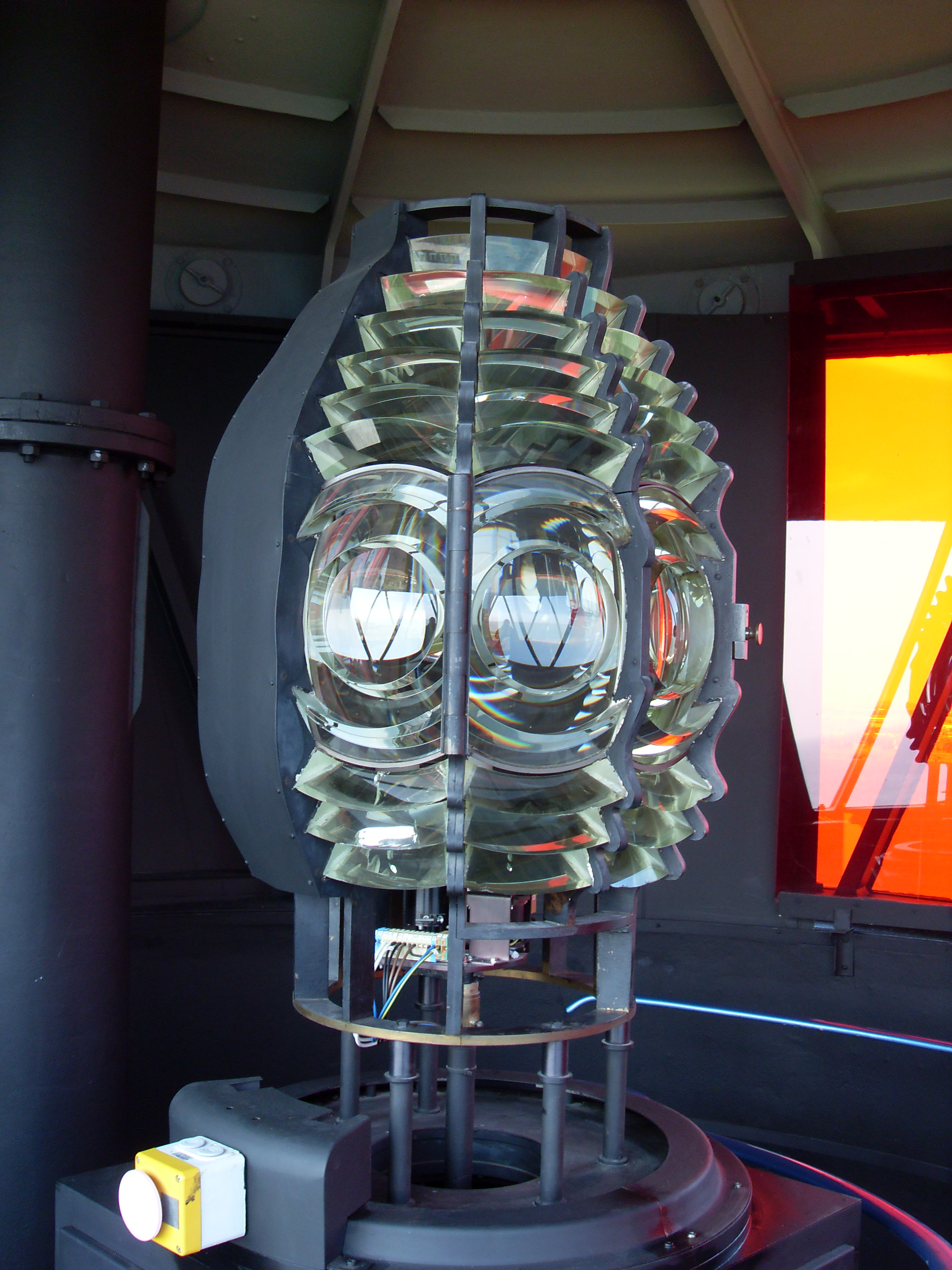
Fresnel-lins från år 1875

Med den ökande trafiken på vag- och järnvägsförbindelsen "Vogelfluglinie" och i Fehmarn Bält räckte den gamla fyren inte längre till. År 1964 uppfördes ett nytt fyrtorn i armerad betong ca 160 meter norr om det gamla. För att skydda tornet mot väder och vind kläddes det med röda och vita paneler av hård fibercement. Fyren är utrustad med ett roterande linsljus och ger en ljusstyrka på 722 250 candela med en lampa på 400 watt.
Fresnel-linsen är från 1875 och togs över från det gamla tornet. Fyren har två röda varningssektorer samt två vita orienteringssektorer; en dieselgenerator i den angränsande byggnaden säkerställer nödströmsförsörjningen. Wasserstraßen- und Schifffahrtsamt Ostsee ansvarar för underhåll och skötsel av tornet, som övervakas och fjärrstyrs av Travemünde trafikcentral.

## Övrigt
På platsen finns också en pegel (mätstation för vattenstånd). och en ODL-sond för mätningen av radioaktivitet uppsatt av Bundesamt für Strahlenschutz. I fyrens omedelbara närhet har Tysklands försvarsmakt (Wehrmacht) övervakningsstationen Marinefernmeldestelle 722 - Marienleuchte (Fehmarn).